# Ернст-Вилхелм Хендлер
Ернст-Вилхелм Хендлер (на немски: Ernst-Wilhelm Händler) е немски писател и предприемач, автор на романи и разкази.

## Биография
Ернст-Вилхелм Хендлер е роден през 1953 г. в Мюнхен Следва бизнес администрация и философия в Мюнхенския университет Лудвиг-Максимилиан и завършва през 1980 г. с докторска степен на тема „Логическа структура и референция на математическите икономически теории“.
Поема ръководството на фамилното предприятие за преработка на метали. Наред с постоянната си дейност започва да пише.
В текстовете си отново и отново анализира капиталистическата система и нейното влияние и съблазнителна сила върху хората. Въз основа на дейността си като предприемач Хендлер е смятан за запознат отвътре с икономическия живот на страната.
Писателят живее в Регенсбург и Мюнхен. Член е на немския ПЕН клуб.

## Творчество
Изхождайки от литературната традиция на Херман Брох, Роберт Музил и Томас Бернхард, Хендлер развива фиктивни сценарии за западноевропейската действителност, напредвайки от роман на роман, конструира сградата на германската действителност и нейното функциониране.

## Награди и отличия (подбор)
- 1999: „Награда Ерик Регер“
- 2003: Preis der SWR-Bestenliste Bestes Buch des Jahres 2002 für Wenn wir sterben
- 2004: Kulturpreis der Stadt Regensburg
- 2004: „Награда Фридрих Баур“
- 2006: „Награда Ханс Ерих Носак“
- 2014: Mitglied der Akademie der Wissenschaften und der Literatur Mainz[1]